# Groșuri
Groșuri – wieś w Rumunii, w okręgu Hunedoara, w gminie Blăjeni. W 2011 roku liczyła 98 mieszkańców.